# The Seventh Seal (Rakim)
The Seventh Seal è il terzo album in studio da solista del rapper statunitense Rakim, pubblicato nel 2009, a dieci anni dal precedente.

## Tracce
1. How to Emcee – 4:13 (musica: Slyce, YSAE)
2. Walk These Streets (feat. Maino) – 4:04 (musica: Needlz)
3. Documentary of a Gangsta (feat. IQ) – 4:12 (musica: Soundsmith Production)
4. Man Above (feat. Tracey Horton) – 4:26 (musica: Nottz)
5. You and I (feat. Samuel Christian) – 4:42 (musica: Samuel Christian, J Wells)
6. Won't Be Long (feat. Tracey Horton) – 4:49 (musica: Jake One)
7. Holy Are U – 4:06 (musica: Kick Wiz)
8. Satisfaction Guaranteed – 4:26 (musica: Neo Da Matrix)
9. Working for You – 4:18 (musica: Bassi Maestro)
10. Message in the Song (feat. Destiny Griffin) – 3:52 (musica: Kick Wiz, Lofey)
11. Put It All to Music – 4:02 (musica: Poppa Pill)
12. Psychic Love – 3:28 (musica: Kick Wiz)
13. Still in Love – 2:42 (musica: Kick Wiz)
14. Dedicated – 3:35 (musica: Kick Wiz)

Traccia bonus
1. Euphoria (feat. Styles P, Jadakiss & Busta Rhymes) – 4:46 (musica: Ty Fyffe)